# Hochlecken-Großhöhle
Die Hochlecken-Großhöhle (Katasternummer 1567/29) ist die längste bekannte Höhle im Höllengebirge.
Die Höhle befindet sich in der Katastralgemeinde Neukirchen in der Marktgemeinde Altmünster im Bezirk Gmunden in Oberösterreich in der Nordostflanke des Hochleckenkogels in 1520 m ü. A. und wurde 1969 unter Denkmalschutz gestellt.

## Topologie
Der alte Teil ist auf 1,5 km Länge vermessen. Dieser führt 700 Meter in Richtung Westen und bildet im hinteren Teil einen großen Rundgang. Im neuen Teil befindet sich der Stierwascher-Schacht, dessen tiefster Punkt, der Siphon Gobetti, 794 Meter unter Eingangsniveau liegt. Dieser Schacht zählt zu den tiefsten Direktabstiegen der Erde und bildet vor allem durch seine riesige Raumdimensionen mit einem Fehlbestand von 100.000 m³ Felsmasse ein außergewöhnliches Karstphänomen. Der neue Teil ist auf 4 km vermessen. Beide Höhlenteile sind seit 1979 versperrt.

## Höhlenforschung
Erste Erkundungen durch einheimische Bergsteiger erfolgten bereits ab 1920. Die systematische Erforschung und Vermessung des Alten Teils begann 1963 bis 1964. 1972 erfolgte die Entdeckung eines neuen Teiles ganz in der Nähe des Einganges und 1975 wurde der Stierwascher-Schacht erstmals befahren, dessen tiefster Punkt erstmals am 23. Februar 1979 durch eine französische Gruppe erreicht wurde.

## Fauna
Die Höhle ist Fundplatz des Höhlenlaufkäfers Arctaphaenops gaisbergeri.